# Муниципальный округ Алапаевское (муниципальное образование)
Муниципа́льное образова́ние Алапа́евское  — городской округ в Свердловской области России. Относится к Восточному управленческому округу.
Административный центр, согласно закону о границах муниципальных образований и сведениям ОКТМО: город Алапаевск, образующий собственный городской округ, ранее посёлок городского типа Верхняя Синячиха. 
С точки зрения административно-территориального устройства области, Алапаевское муниципальное образование вместе с Махнёвским муниципальным образованием находится в границах административно-территориальной единицы Алапаевский район.
С 1 января 2025 года имеет статус муниципального округа.

## География
Алапаевское муниципальное образование расположено в центральной части Свердловской области на восточном склоне Среднего Урала, на рубеже двух физико-географических районов: Зауральской равнины и Западно-Сибирской низменности. Территория составляет 5100 км², протяжённостью с запада на восток 120 км, с юга на север 78 км. Граничит с Режевским, Горноуральским, Верхнесалдинским, Туринским, Артёмовским городскими округами, Нижней Салдой, Ирбитским и Махнёвским муниципальными образованиями.

## История
6 августа 1995 года Алапаевский район получил статус муниципального образования. Муниципальное образование было включено в областной реестр муниципальных образований 10 ноября 1996 года.
31 декабря 2004 года Алапаевский район был наделён статусом городского округа.
1 января 2006 года городской округ был переименован в Алапаевское муниципальное образование. Решением думы муниципального образования № 67 от 28.11.2006 г. приняты Устав муниципального образования и название: Алапаевское муниципальное образование.
В состав муниципального образования входили 115 населённых пунктов, разделённых между территориальными администрациями пос. Верхняя Синячиха (с пос. Бабушкино, д. Тимошина), пос. Махнёво (пос. Ерзовка, д. Шмакова) и 31 сельсовета:
- Арамашевский (с. Арамашево, д. Катышка, Косякова, Кулига),
- Берёзовский (пос. Берёзовский),
- Болотовский (с. Болотовское),
- Большеерзовский (д. Большая Ерзовка, Горсткина, Гора Коробейникова, Карпихина),
- Бубчиковский (пос. Бубчиково, д. Мысы, с. Рычково),
- Гаранинский (пос. Гаранинка, Бобровский),
- Голубковский (с. Голубковское, д. Бунькова, Мокина, Михалёва),
- Деевский (с. Деево, пос. Молтаево, Маёвка),
- Зенковский (пос. Зенковка),
- Ельничный (пос. Ельничная, Строкинка),
- Измоденовский (с. Измоденово, д. Колесова, с. Комарово, пос. Мугайское, д. Трескова, Тычкина, с. Шипицино),
- Калачинский (пос. Калач),
- Кировский (с. Кировское, д. Бобровка, Мясникова, Ряпосова, Швецова),
- Кишкинский (с. Кишкинское, д. Ложкина, Луговая, Пурегова, Турутина),
- Кокшаровский (д. Кокшарова, Боровая, Перевалова, Подкина, Трошкова),
- Коптеловский (с. Коптелово, д. Ермаки, Исакова, пос. Коптелово, д. Никонова, Таборы),
- Костинский (с. Костино, д. Бутакова, Ветлугина, Грязнуха, Кострома, с. Клевакино, д. Кочнева, Молокова, Сохарева, Фоминка, Федосова, Ячменёва, с. Ярославское),
- Мугайский (с. Мугай, д. Анисимова, Маскалка, Плюхина, Толмачёва, Толстова),
- Муратковский (пос. Муратково, Октябрь),
- Невьянский (с. Невьянское, д. Елань, Ключи, Первунова),
- Нижнесинячихинский (с. Нижняя Синячиха, пос. Синячиха),
- Останинский (с. Останино, д. Бучина, Верхний Яр, Городище, Кабакова, Путилова),
- Раскатихинский (с. Раскатиха, Гостьково),
- Самоцветный (пос. Курорт Самоцвет, Самоцвет),
- Санкинский (пос. Санкино, д. Афончикова, Новосёлова, пос. Плантация),
- Таёжный (пос. Таёжный),
- Толмачёвский (с. Толмачёво, д. Глухих, пос. Дружба, Заря, Каменский, Новоямово),
- Фоминский (с. Фоминское),
- Хабарчихинский (пос. Хабарчиха),
- Ялунинский (с. Ялунинское),
- Ясашный (пос. Ясашная, Задание, Полуденка).

1 января 2009 года на основании закона Свердловской области от 9 июня 2008 года № 28-ОЗ «О разделении Алапаевского муниципального образования и наделении муниципальных образований, образованных в результате этого разделения статусом городского округа» Алапаевское муниципальное образование было разделено на два муниципальных образования, наделённых статусом городского округа: Алапаевское муниципальное образование и Махнёвское муниципальное образование. Административными центрами разделённых образований стали посёлок городского типа Верхняя Синячиха (Алапаевское) и посёлок городского типа Махнёво (Махнёвское).

## Население
| 2010    | 2011    | 2012    | 2013    | 2014    | 2015    | 2016    | 2017    | 2018    |
| ------- | ------- | ------- | ------- | ------- | ------- | ------- | ------- | ------- |
| 26 542  | ↘26 400 | ↘25 999 | ↘25 748 | ↘25 463 | ↘25 254 | ↘25 022 | ↘24 762 | ↘24 532 |
| 2019    | 2020    | 2021    | 2023    |         |         |         |         |         |
| ↘24 267 | ↘24 175 | ↘23 294 | ↘23 107 |         |         |         |         |         |

В городских условиях (посёлок городского типа Верхняя Синячиха) проживают 38.39 % населения городского округа.

## Состав городского округа
В состав городского округа входит 71 населённый пункт.
| №  | Населённый пункт | Тип             | Население |
| -- | ---------------- | --------------- | --------- |
| 1  | Арамашево        | село            | ↘713      |
| 2  | Берёзовский      | посёлок         | ↘19       |
| 3  | Бобровка         | деревня         | ↘163      |
| 4  | Бубчиково        | посёлок         | ↘887      |
| 5  | Бунькова         | деревня         | ↘100      |
| 6  | Бутакова         | деревня         | ↘221      |
| 7  | Бучина           | деревня         | ↘59       |
| 8  | Верхний Яр       | деревня         | ↘125      |
| 9  | Верхняя Синячиха | пгт, адм. центр | ↗9417     |
| 10 | Ветлугина        | деревня         | ↘51       |
| 11 | Вогулка          | деревня         | ↘186      |
| 12 | Гаранинка        | посёлок         | ↘111      |
| 13 | Глухих           | деревня         | →0        |
| 14 | Голубковское     | село            | ↘928      |
| 15 | Городище         | деревня         | ↗28       |
| 16 | Гостьково        | село            | ↘98       |
| 17 | Грязнуха         | деревня         | →0        |
| 18 | Деево            | село            | ↗938      |
| 19 | Дружба           | посёлок         | ↘23       |
| 20 | Елань            | деревня         | ↘24       |
| 21 | Ельничная        | посёлок         | ↘292      |
| 22 | Ермаки           | деревня         | ↘67       |
| 23 | Задание          | посёлок         | ↘22       |
| 24 | Заря             | посёлок         | ↘979      |
| 25 | Зенковка         | посёлок         | ↘2        |
| 26 | Исакова          | деревня         | ↘81       |
| 27 | Кабакова         | деревня         | ↘146      |
| 28 | Каменский        | посёлок         | ↘52       |
| 29 | Катышка          | деревня         | ↘159      |
| 30 | Кировское        | село            | ↘900      |
| 31 | Клевакино        | село            | ↘371      |
| 32 | Ключи            | деревня         | ↘197      |
| 33 | Коптелово        | посёлок         | ↘39       |
| 34 | Коптелово        | село            | ↘1292     |
| 35 | Костино          | село            | ↘1083     |
| 36 | Кострома         | деревня         | ↘7        |
| 37 | Косякова         | деревня         | ↘95       |
| 38 | Кочнева          | деревня         | →0        |
| 39 | Кулига           | деревня         | ↘95       |
| 40 | Курорт-Самоцвет  | посёлок         | ↘651      |
| 41 | Маёвка           | посёлок         | ↘25       |
| 42 | Михалёва         | деревня         | ↘113      |
| 43 | Мокина           | деревня         | ↘0        |
| 44 | Молокова         | деревня         | ↘5        |
| 45 | Молтаево         | посёлок         | ↗38       |
| 46 | Мысы             | деревня         | ↘0        |
| 47 | Мясникова        | деревня         | ↘12       |
| 48 | Невьянское       | село            | ↘549      |
| 49 | Нижняя Синячиха  | село            | ↘595      |
| 50 | Никонова         | деревня         | ↘62       |
| 51 | Новоямово        | посёлок         | ↘99       |
| 52 | Останино         | село            | ↗451      |
| 53 | Первунова        | деревня         | ↘186      |
| 54 | Полудёнка        | посёлок         | ↘5        |
| 55 | Путилова         | деревня         | ↗129      |
| 56 | Раскатиха        | село            | ↘372      |
| 57 | Рычково          | село            | ↘72       |
| 58 | Ряпосова         | деревня         | ↘4        |
| 59 | Самоцвет         | посёлок         | ↘284      |
| 60 | Синячиха         | посёлок         | ↗74       |
| 61 | Сохарёва         | деревня         | ↗15       |
| 62 | Строкинка        | посёлок         | ↘56       |
| 63 | Таборы           | деревня         | ↘137      |
| 64 | Тимошина         | деревня         | ↗17       |
| 65 | Толмачёво        | село            | ↘475      |
| 66 | Федосова         | деревня         | ↘6        |
| 67 | Фоминка          | деревня         | ↘24       |
| 68 | Ялунинское       | село            | ↘568      |
| 69 | Ярославское      | село            | ↘241      |
| 70 | Ясашная          | посёлок         | ↘476      |
| 71 | Ячменёва         | деревня         | ↘213      |

До 1 октября 2017 года Верхняя Синячиха являлась рабочим посёлком.

### Упразднённые населённые пункты
- 19 декабря 2016 года законом Свердловской области № 143-ОЗ деревня Швецова была присоединена к селу Кировскому[28].
- 2 августа 2019 года законом Свердловской области № 65-ОЗ был упразднён посёлок Бабушкино[29].